# Красний Ключ (Нурімановський район)
Кра́сний Ключ (рос. Красный Ключ, башк. Ҡыҙыл Шишмә) — село (у минулому смт) у складі Нурімановського району Башкортостану, Росія. Адміністративний центр Красноключівської сільської ради.
Населення — 2274 особи (2010; 2344 у 2002).

## Галерея

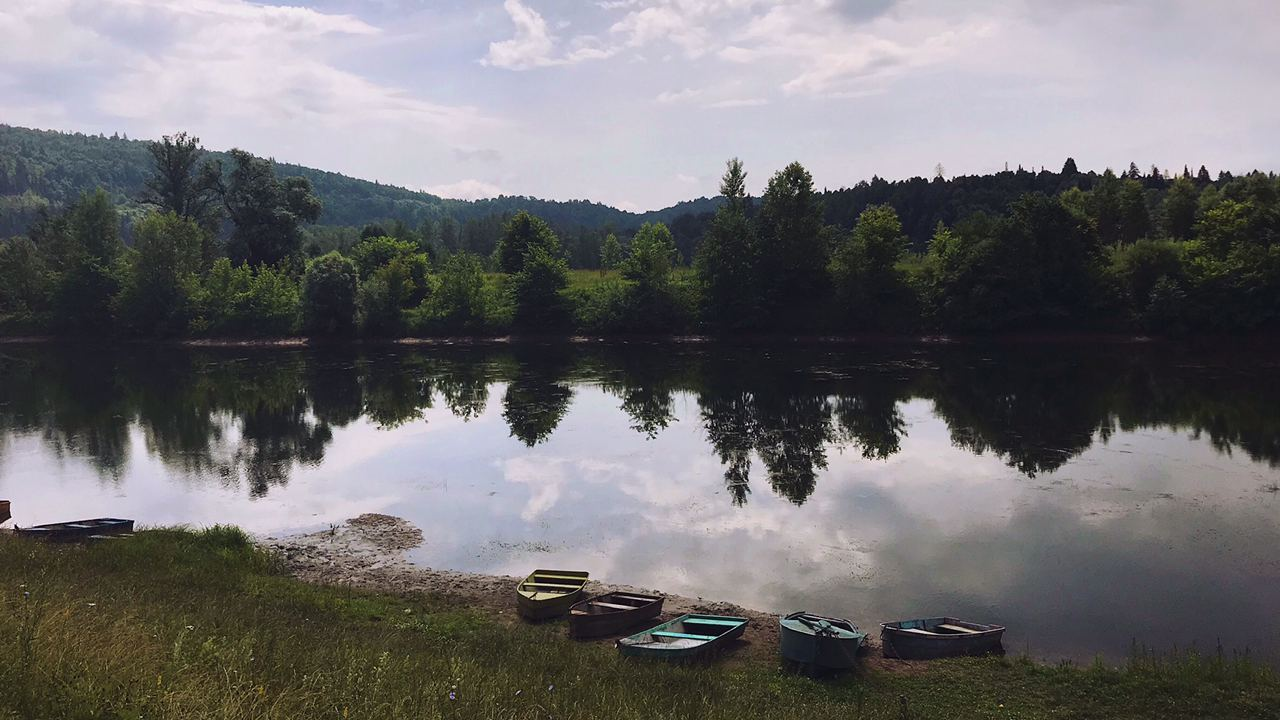
Річка Уфа в селі Красний Ключ
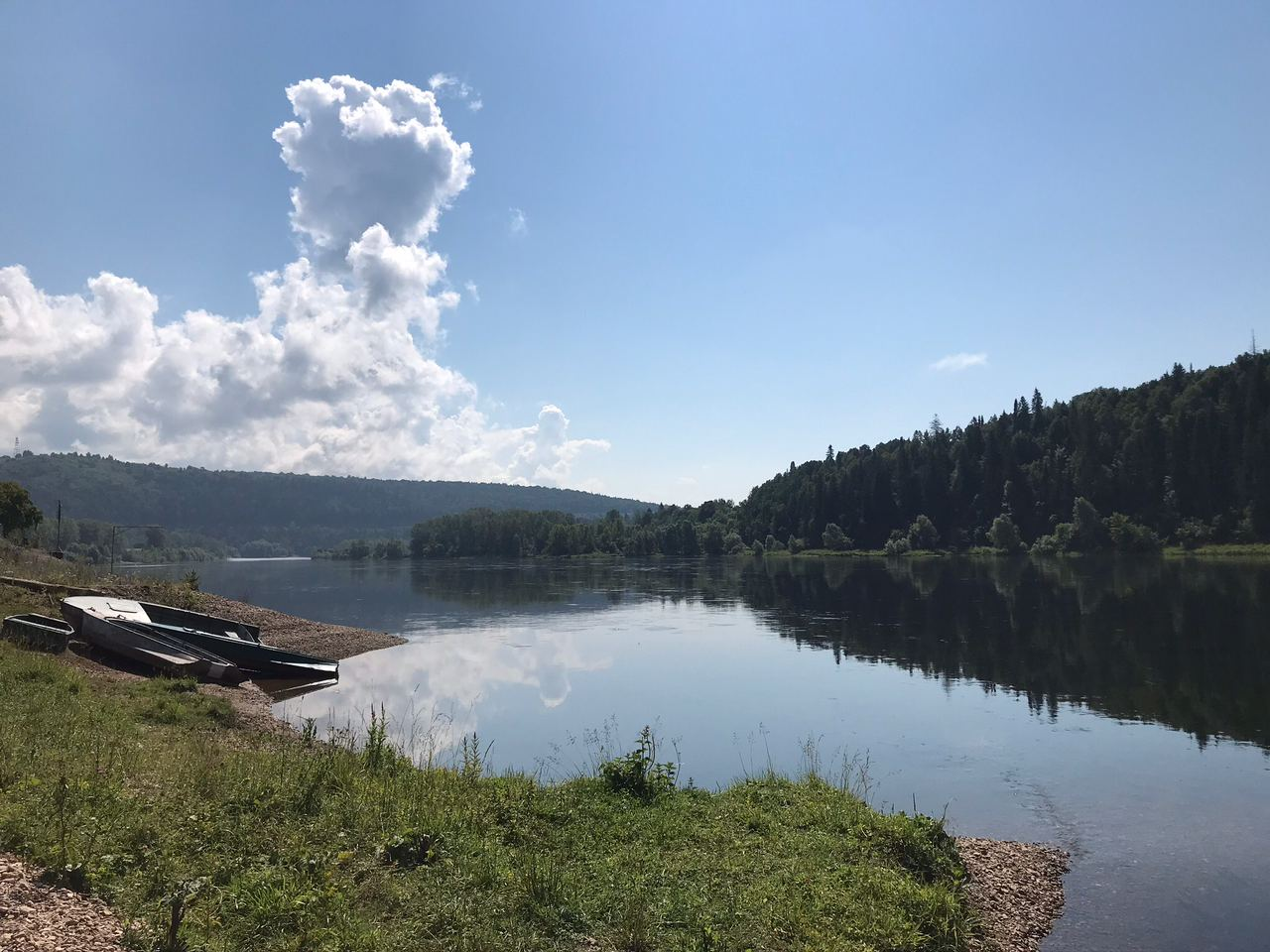
Річка Уфа в селі Красний Ключ
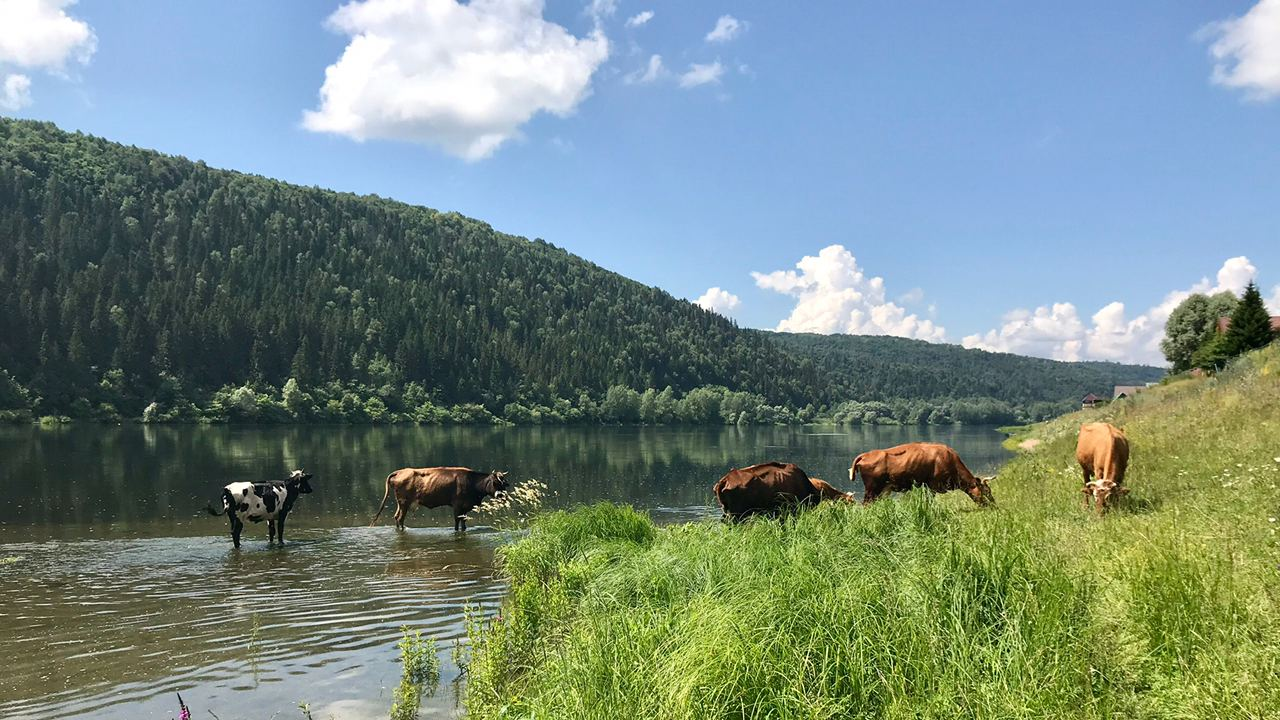
Річка Уфа в селі Красний Ключ
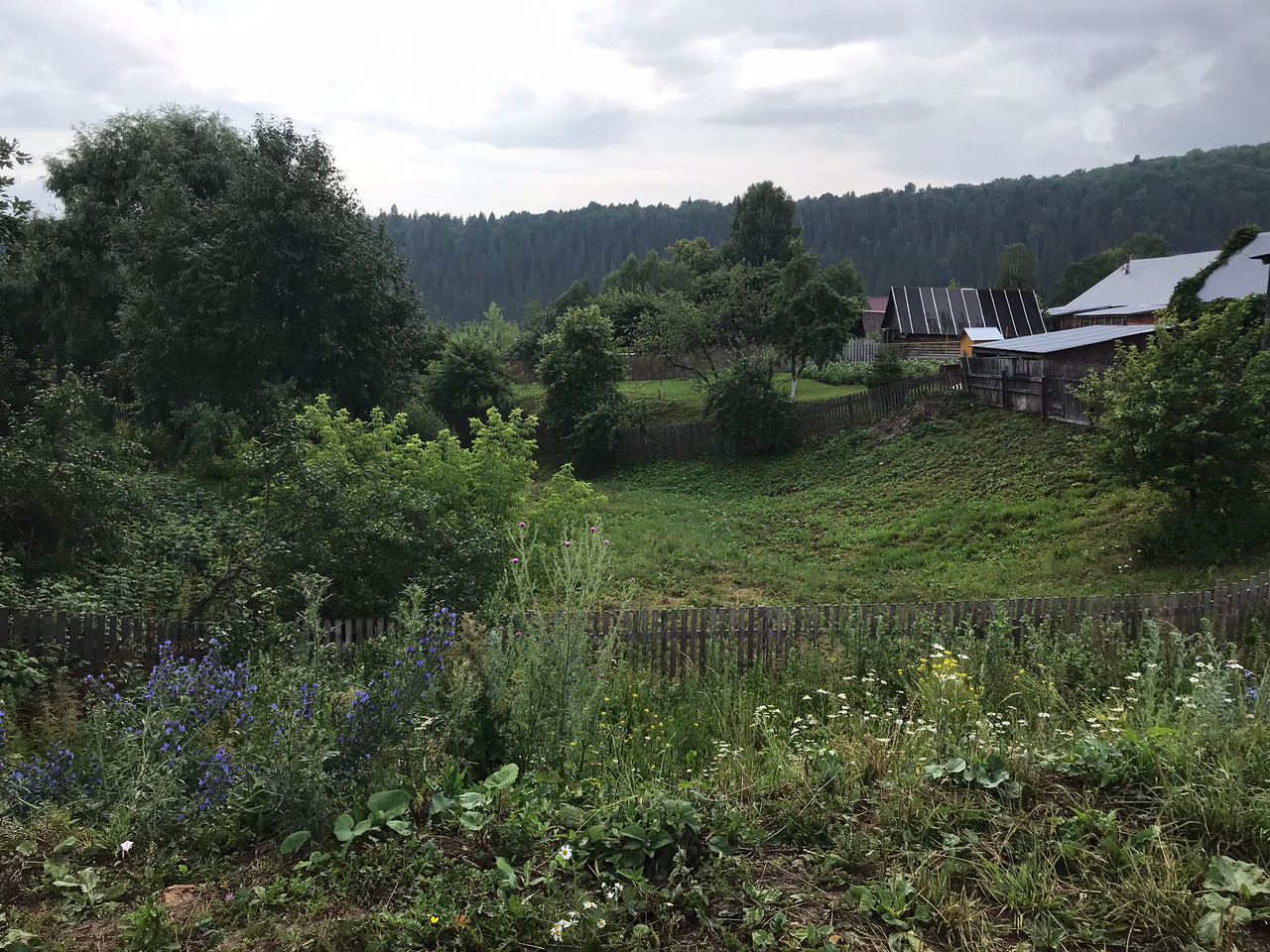
Село Красний Ключ
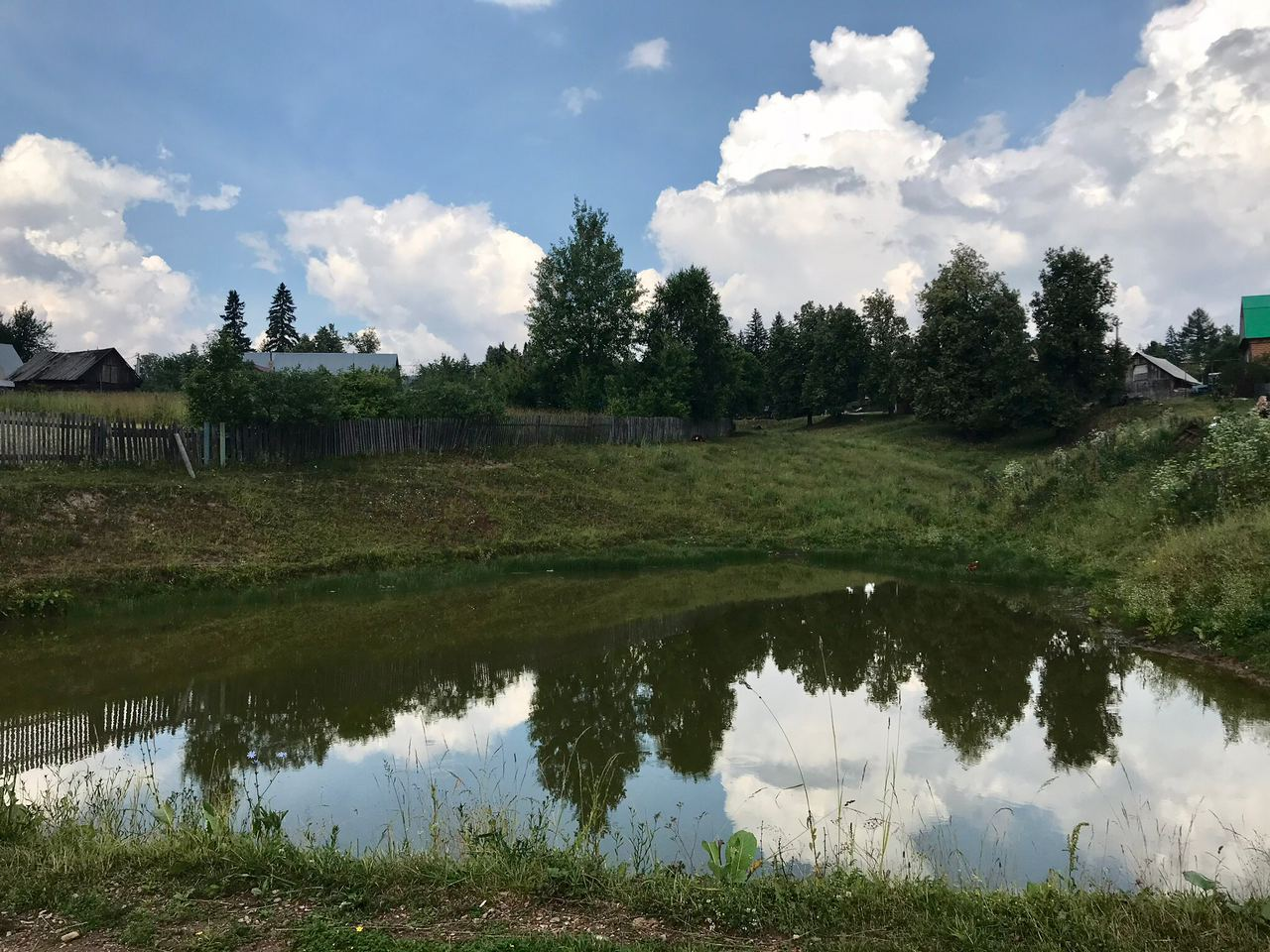
Село Красний Ключ